# 杉原洋
杉原 洋（すぎはら よう、1985年5月31日 - ）は、島根県簸川郡斐川町（現：出雲市）出身の元プロ野球選手（投手）。右投左打。

## 経歴
開星高等学校時代は2001年夏、2002年夏の甲子園に出場。2003年のプロ野球ドラフト会議で千葉ロッテマリーンズから3巡目指名を受け入団。
二軍では、球威を高めるフォーム改造にも成功し大いに注目されたが、縫い目が高い新公式球への対応に苦しみ、高校時代の右肩痛の再発など、度重なる故障にも見舞われた。一軍登板がないまま2006年10月2日に戦力外通告を受け12月1日に自由契約選手公示された。その後、社会人野球チームのNOMOベースボールクラブのウェブサイトを見てトライアウトに応募し合格、入団。株式会社スマートバリューに入社。モバイルDivの中で携帯事業で働きながら練習に励んできた。2009年の社会人野球日本選手権大会近畿最終予選（対和歌山箕島球友会戦）でノーヒットノーランを達成した。
2009年11月に横浜ベイスターズが選手契約を発表した。柳川事件後、元NPB選手が社会人野球チームを経てNPBチームに入団するのは、渡邉孝男（西武→サンワード貿易→日本ハム）、宇野雅美（巨人→広島→リースキン→ヤクルト）に次ぐ3例目である。2010年7月21日にロッテ時代も含めて初めての一軍登板を先発投手という形で果たすも、2回1/3を3失点という内容だった。翌2011年は一軍登板はなく、二軍でも6試合の登板に終わる。10月9日に戦力外通告を受け、12月2日に自由契約公示された。

## 詳細情報

### 年度別投手成績
| 年 度     | 球 団     | 登 板 | 先 発 | 完 投 | 完 封 | 無 四 球 | 勝 利 | 敗 戦 | セ 丨 ブ | ホ 丨 ル ド | 勝 率 | 打 者 | 投 球 回 | 被 安 打 | 被 本 塁 打 | 与 四 球 | 敬 遠 | 与 死 球 | 奪 三 振 | 暴 投 | ボ 丨 ク | 失 点 | 自 責 点 | 防 御 率 | W H I P |
| --------- | --------- | ----- | ----- | ----- | ----- | -------- | ----- | ----- | -------- | ----------- | ----- | ----- | -------- | -------- | ----------- | -------- | ----- | -------- | -------- | ----- | -------- | ----- | -------- | -------- | ------- |
| 2010      | 横浜      | 1     | 1     | 0     | 0     | 0        | 0     | 0     | 0        | 0           | ----  | 14    | 2.1      | 3        | 0           | 4        | 0     | 0        | 1        | 0     | 0        | 3     | 3        | 11.57    | 3.00    |
| 通算：1年 | 通算：1年 | 1     | 1     | 0     | 0     | 0        | 0     | 0     | 0        | 0           | ----  | 14    | 2.1      | 3        | 0           | 4        | 0     | 0        | 1        | 0     | 0        | 3     | 3        | 11.57    | 3.00    |

### 記録
- 初登板・初先発登板：2010年7月21日、対中日ドラゴンズ14回戦（ナゴヤドーム）、2回1/3を3失点
- 初奪三振：同上、1回裏に堂上直倫から空振り三振

### 背番号
- 55 （2004年 - 2006年）
- 56 （2010年 - 2011年）